# 越中おわら節
越中おわら節（えっちゅうおわらぶし）は、富山県富山市八尾地域で歌い継がれている民謡である。毎年多くの観光客が訪れるおわら風の盆では、この越中おわら節の旋律にのせて踊り手が踊りを披露する。

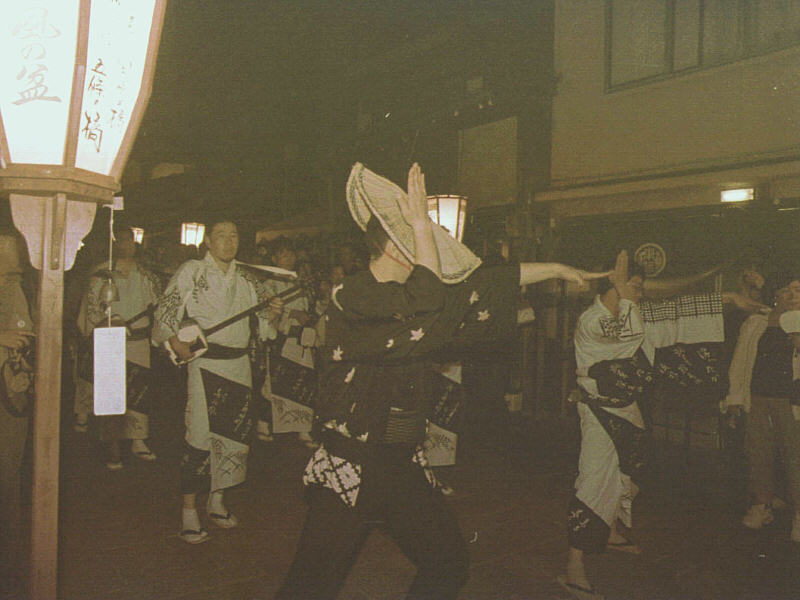
深夜の町流し（踊り手と地方）

## 民謡「越中おわら節」

### 来歴
この民謡の起源については諸説ある（「お笑い節」説、「大藁節」説、「小原村発祥説」など）。この唄はキーが高く息の長いことなどから、島根県出雲地方や熊本県天草市の「ハイヤ節」など、西日本の舟歌が源流になったものとの指摘があるが、長い年月を経るとともに洗練の度を高め、今日では日本の民謡のなかでも屈指の難曲とされている。
明治30年代後半のレコード創成期以来、全国各地の俗謡が次々とレコードに吹き込まれるようになって、民謡の洗練化の動きは加速していった。同時に、各地で開催されるようになった民謡大会、さらにはその全国大会などによって、それまで一地方の俗謡にすぎなかった曲が、全国的に知られるようになっていった。おわら節も1913年（大正2年）に初めてレコードに吹き込まれ、民謡大会でもよく知られる民謡となった。
さらに、今日のおわら節が完成されていく過程で、さまざまな唄い手の名手がいたことを忘れてはならない。なかでも、「江尻調」といわれる今日のおわら節の節回しを完成した江尻豊治（1890年 - 1958年）の功績は計り知れない。天性の美声、浄瑠璃仕込みの豊かな感情表現。おわら節の上の句と下の句をそれぞれ一息で歌い切る唱法は、江尻によって完成の域に高められたのである。

### おわらの歌詞
歌詞の基本は、7、7、7、5の26文字で構成する甚句形式であること、最後の5文字の前に「オワラ」を入れることである。前半の7、7が上の句、後半の7、5が下の句となる。
唄は26文字で構成される「正調おわら」（「平唄」ともいう）が基本だが、これ以外に、頭に5文字を加え31文字とする「五文字冠り」、途中字句を余らせて、最後を5文字で結ぶ「字余り」があって、それを歌いこなす地方の唄い手にもかなりの技量を要する。
これまで作成された歌詞は、大別すると、「おわら古謡」と「新作おわら」がある。おわら古謡は古くから伝わるもので、新作おわらは、野口雨情、佐藤惣之助、水田竹圃( - 1958)、高浜虚子、長谷川伸、小杉放庵、小川千甕( - 1971)、林秋路( - 1973)ら、八尾を訪れた文人たちなどによって新しく作られたものである。
その新作おわらについては、1928年（昭和3年）1月28日、初代おわら保存会長川崎順二が画家・小杉放庵を八尾に招きおわら節を聴いて、「曲はいいのだが唄が下品なものも多くこのままではおわらは廃れる」と進言、そこで川崎が小杉放庵に頼み作詞したのが「八尾四季」で、八尾の春夏秋冬を読んだ4首で構成され、これ以後新しく作られたものを「新作おわら」としている。放庵は、翌2月10日夜付けの手紙でこの八尾四季を川崎に送っており約10日の間に作っており、この手紙は現在八尾おわら資料館にて展示されている。また「八尾八景」8首も作詞しており、二人の交友はこの後30数年に及ぶ。なお、この八尾四季に振り付けをしたのが舞踏家若柳吉三郎で、これが「新踊り」（後述）となっており、現在まで唄い踊り継がれている。
また、これまで途中休止期間はあったものの、保存会では毎年おわら風の盆を前に「越中おわら新歌詞」を募集し、入選・佳作などを選んできたが、応募数が少なくなったため、2009年（平成21年）で休止する事になった。
おわらの歌詞数は大変膨大で、現在「八尾おわら資料館」には明治10年以前の歌詞55首を含む、明治から1928年（昭和3年）以前の「古謡」、それ以降から2009年（平成21年）までの懸賞募集当選歌などの「新作おわら」が整理保管されており、その数は3,070首に及ぶ。

#### おわら古謡
正調おわら（平唄）
- 二百十日に 風さえ吹かにゃ / 早稲の米食て （オワラ） 踊ります
- 来る春風 氷が解ける / うれしゃ気ままに （オワラ） 開く梅

五文字冠り
- 雁がねの 翼ほしいや 海山超えて / 妾しゃ逢いたい （オワラ） 人がある
- 三味線の 一の糸から 二の糸かけて / 三の糸から （オワラ） 唄が出る

字余り
字余りには、五文字冠りで入る唄がある。また、上の句・下の句とも字余りの唄と、上の句のみ字余りの唄がある。
- 竹になりたや 茶の湯座敷のひしゃくの柄の竹に / いとし殿御に持たれて汲まれて一口 （オワラ） 呑まれたや
- 三越路の 中の越路で見せたいものは 黒部・立山・蜃気楼・蛍烏賊（ほたるいか） / よそで聞けないものは 越中八尾本場の （オワラ） 節の綾
- 橋になりたや 京で名高き 一条（條）二条三条四条 次なる五条の橋に / 牛若さんのような 不思議な殿御に 連れ行き花見に（オワラ）通わせる
- ふくら雀に 文言付けて 道で落とすな 開いてみるな / 可愛い殿御の（オワラ）手に渡せ

#### 新作おわら
正調おわら（平唄）
- 軒端雀が また来て覗く / 今日も糸繰りゃ （オワラ） 手につかぬ （野口雨情）
- 私ゃ野山の 兎じゃないが / 月夜づきよに （オワラ） 逢いに来る （野口雨情）
- 八尾おわらを しみじみ聞けば / むかし山風 （オワラ） 草の声 （佐藤惣之助）

#### 囃子
- 三味線が出を引きゃ太鼓がドンと鳴る 手拍子揃えておわらにしょまいかいね
- 越中で立山 加賀では白山 駿河の富士山 三国一だよ
- 唄われよ わしゃ囃す
- 三千世界の松の木涸れても あんたと添わねば娑婆へ出たかいがない
- 春風吹こうが秋風吹こうが おわらの恋風身に付いてならない
- 浮いたか瓢箪 軽そうに流るる 行く先ぁ知らねどあの身になりたや

### 伴奏

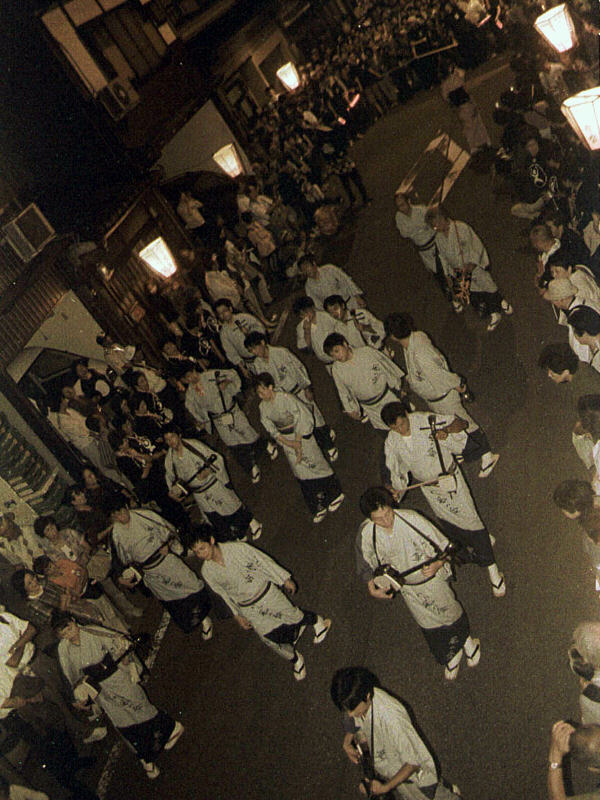
町流しでの唄い手（中列）と地方（左右列）

おわら節の唄い手とともに、地方（じかた）としておわら風の盆の雰囲気を作り上げるのが、三味線、胡弓、太鼓の伴奏と囃子方の囃しである。とくに胡弓が入るのは民謡ではややめずらしく、この楽器が悲しげな、むせぶような響きを加えることで、この民謡に独特の味わいをもたらしている。また唄と唄の間に唄とまったく違う合いの手といわれる間奏曲を演奏するが、これが哀調を醸し出すといわれ民謡では珍しいものとされる。
囃しは唄の前に囃す「唄われよわしゃはやす」、唄の前、上の句を唄った直後などに囃す「キタサノサドッコイショノショ（サッサ）」や、唄と唄の間に囃す長囃子がある。囃子方はいわば指揮者のような存在で大変重要な役目であり、唄い出しのタイミングを担っている。また踊りの種類によって囃すタイミングが違うため、楽器並びに唄、踊りを熟知する事が必要である。ただし夜半の街流しでは囃しや太鼓が入らないことが多い。
胡弓がおわら節に導入されたのは、明治40年代、松本勘玄によってである。また、当時八尾あたりまでを門付のエリアとしていた越後瞽女（ごぜ）の影響ではないかとも言われている。

## おわら踊り

### 来歴
かつてのおわら踊りがどのようなものであったかを伝える史料は少ないが、天保年間に活躍した浮世絵師・鈴木道栄が丸山焼の下絵として描いた絵図が残っている。そこでは満月を仰いで踊る5人の女性が描かれている。
おわら風の盆の町流しの原型といわれる「町練り」については、もう少し以前にさかのぼり、元禄年間、町外に流出していた「町建御墨付文書」を町衆が取り戻したことを喜び、三日三晩踊り明かしたことに由来するという（『越中婦負郡志』）。
そのころは阿波踊り同様、おもしろおかしく踊っていたらしい（そのことから、阿波踊りと何らかの交流があったとする説もある）。後に、品格を高める、ということから現在の、おわら節を使うようになった、という説がある。

### 豊年踊りと新踊り
おわらの踊りは「豊年踊り（旧踊り）」と「新踊り」に大別される。
豊年踊り（旧踊り）の所作は農作業をしている所を表した踊りで、老若男女を問わず、誰にとっても楽しむことのできる踊りである。風の盆開催中の輪踊りでは観光客が参加して踊ることもできるほか、市が観光客向けに行う「おわら講習会」や、富山県内の学校の運動会などで踊られているのもこの豊年踊りである。豊年踊りには唄と唄との間に踊る素踊りと、唄の上の句に「宙返り」、下の句に「稲刈り」の所作が入る所作入りがある。ただし素踊りのみで踊ることもある。次に述べる新踊りが後に振付けられて「新踊り」と称されたことから、こちらの豊年踊りは「旧踊り」と呼ばれるようになっている。
新踊りはさらに「男踊り（かかし踊り）」と「女踊り（四季踊り）」に分かれる。男踊りの所作は農作業を表現しており、所作の振りを大きく、勇猛に躍り、女踊りの所作は蛍狩りを表現しており、艶っぽく、上品に踊るのが良いとされる。この男女の新踊りは、昭和初期に川崎順二と親交のあった、日本舞踊家若柳流若柳吉三郎によって振付けられた主に舞台演技用の踊りである。まず女踊りを当時八尾にも多くいた芸鼓たちに振り付け、その後男踊りを振付けた。もともと女踊り（四季踊り）にだけ唄に合わせた四季の所作が入っていたが、近年では男女混合で踊るときにペアを組んで妖艶な所作を入れたりもしている。なお、この所作は八尾の各町内ごとにいろいろと改良工夫がなされており、おわら踊りの特徴の一つとなっている。

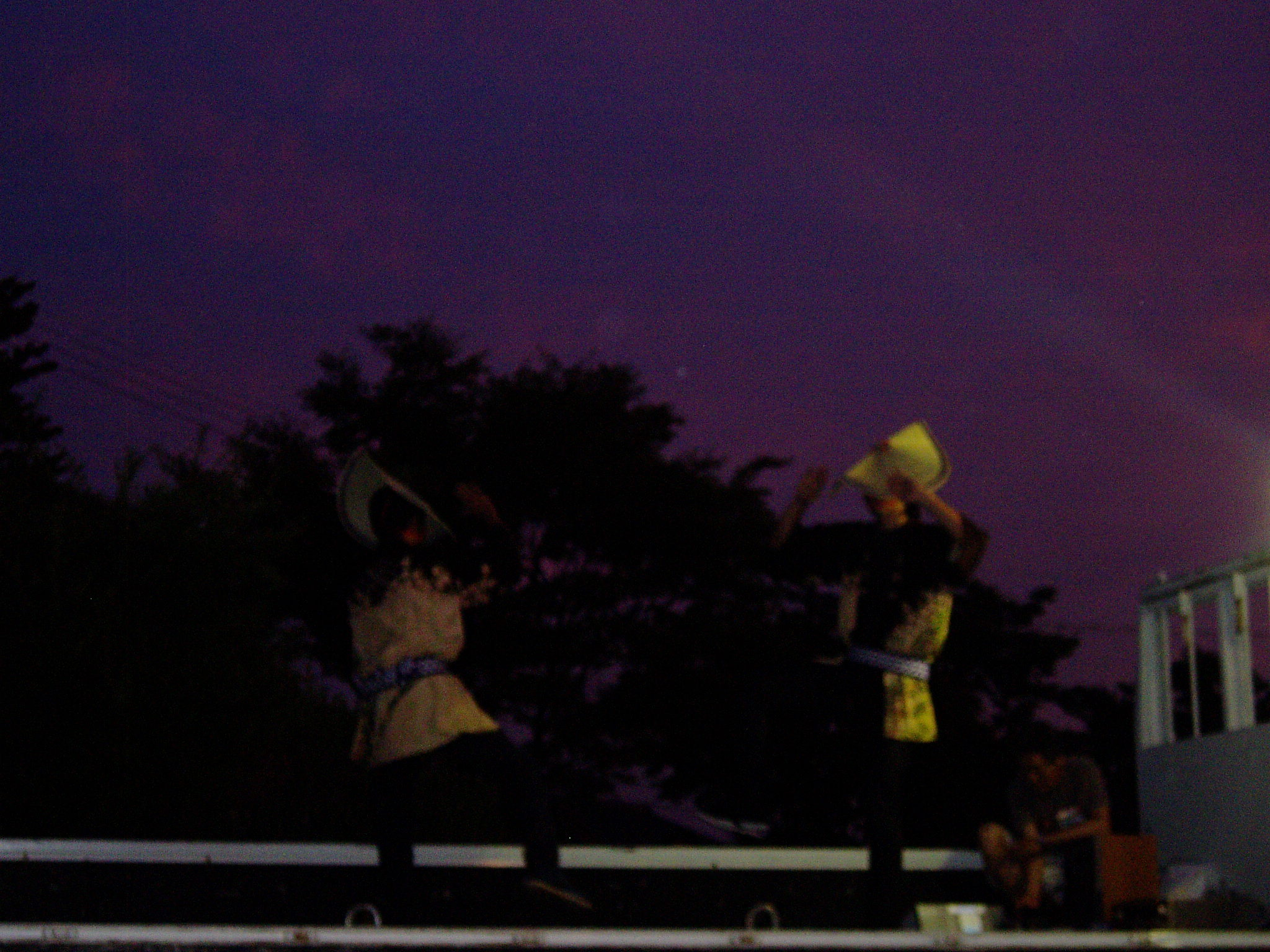
男踊り
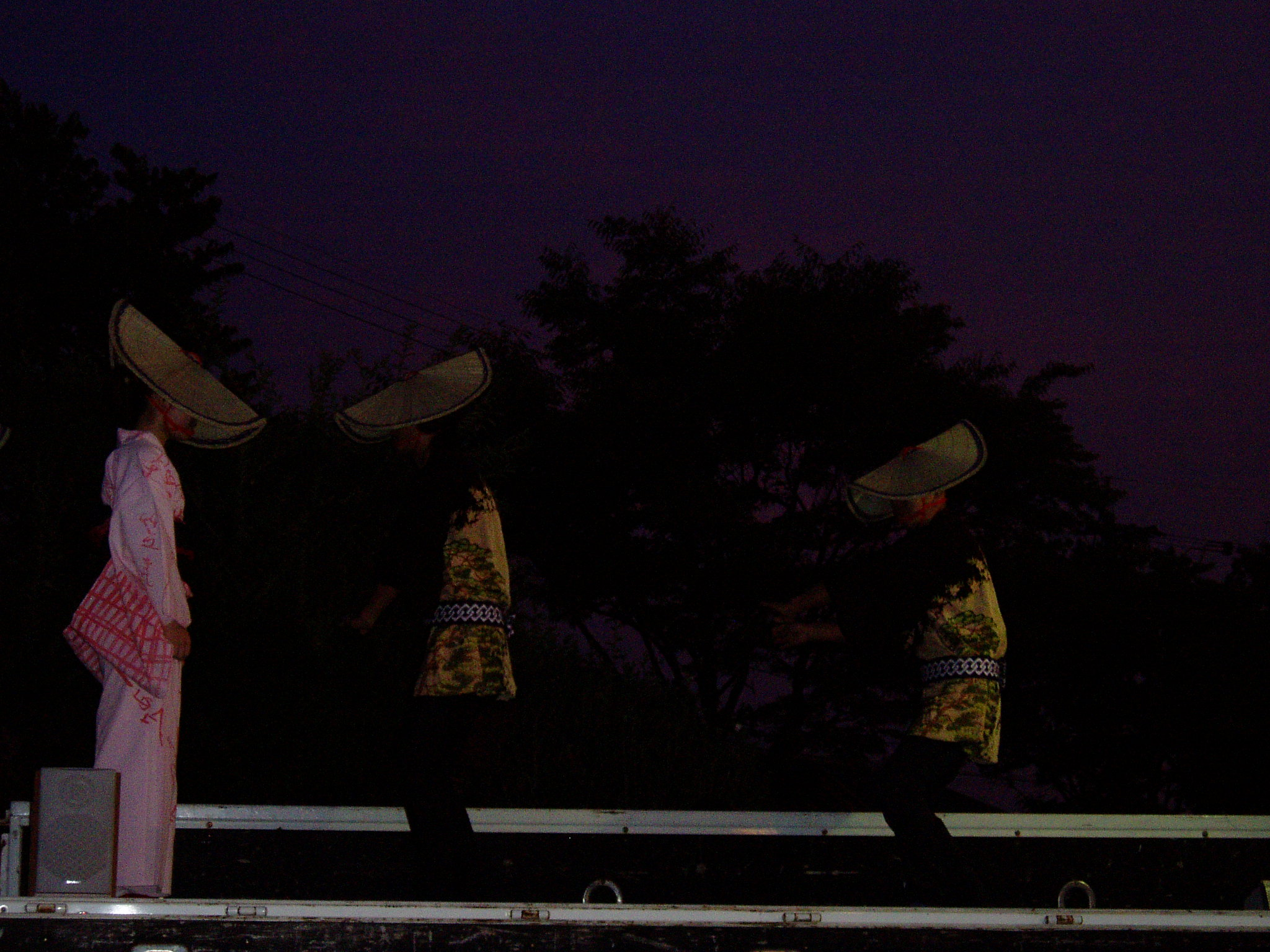
女性と交代
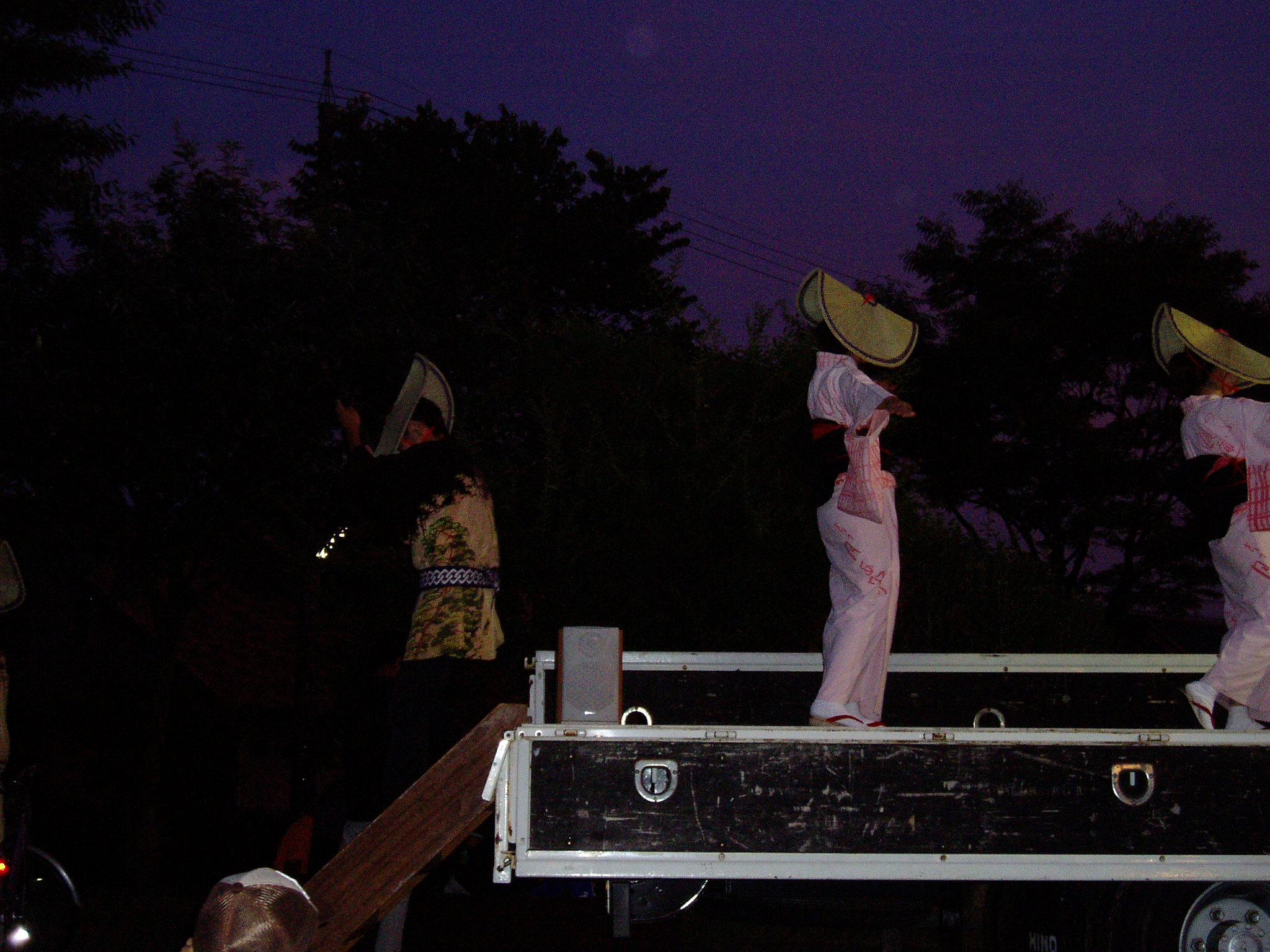
男性が退場
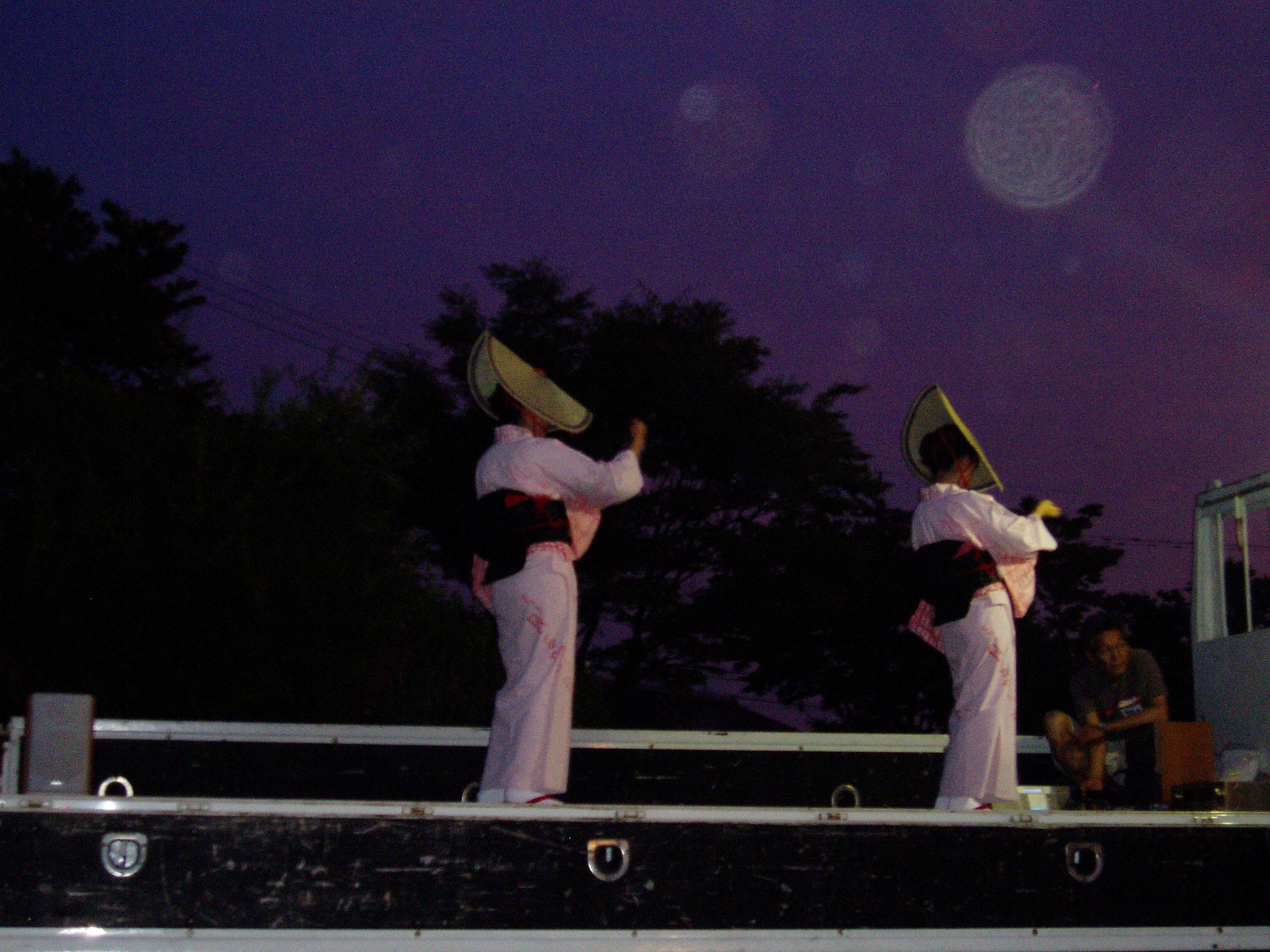
女踊り(1)
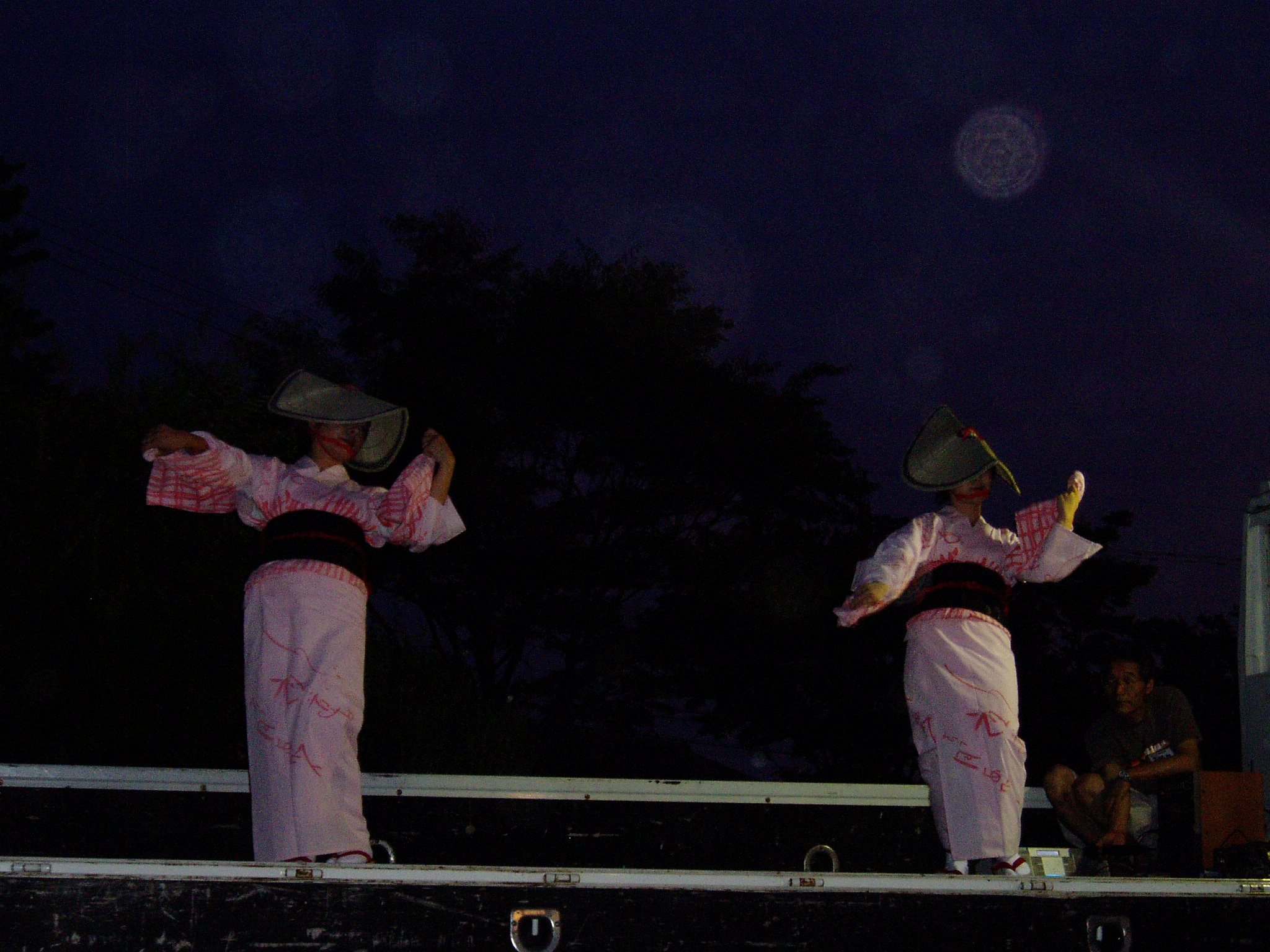
女踊り(2)
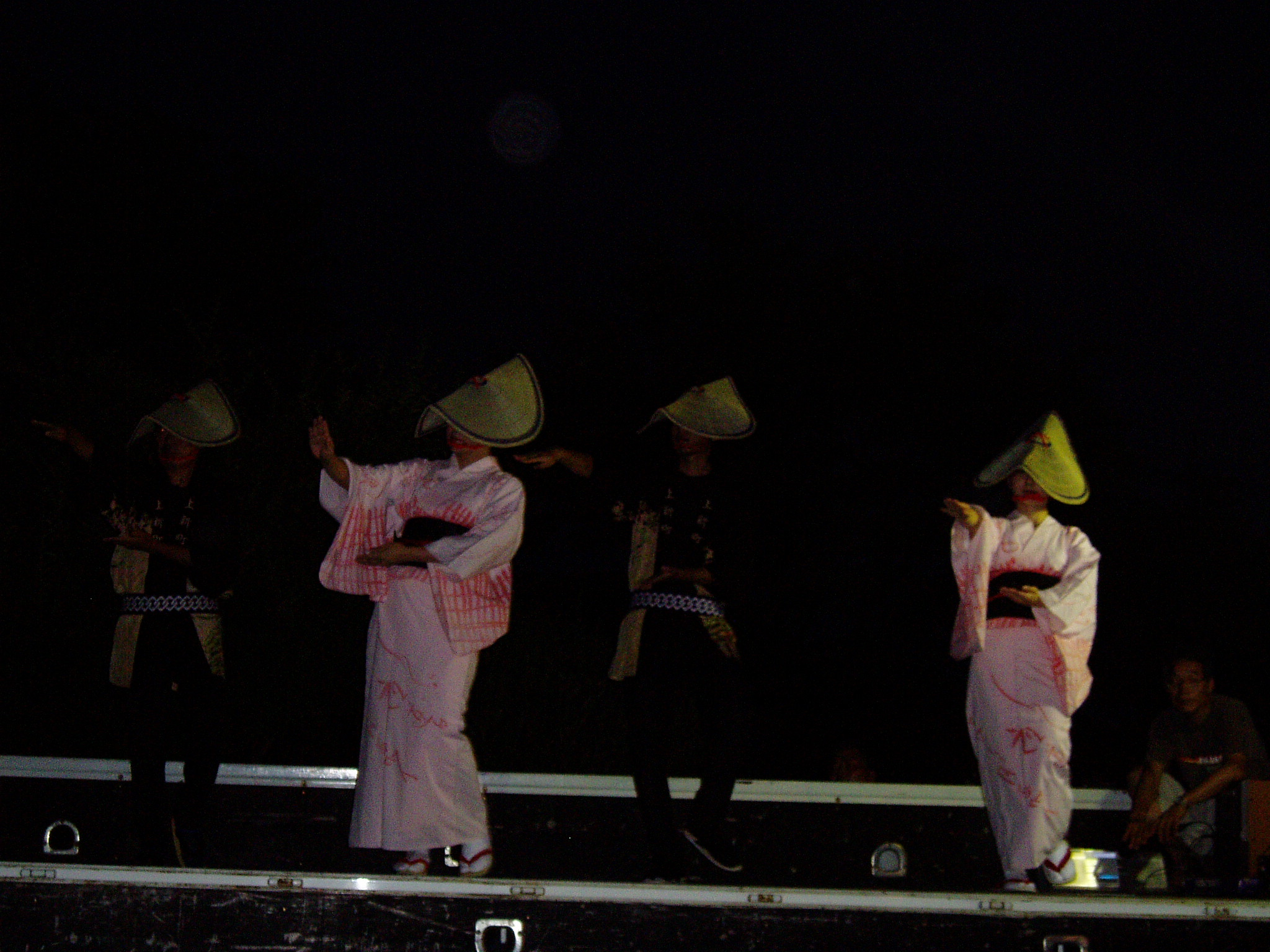
男性が再登場し
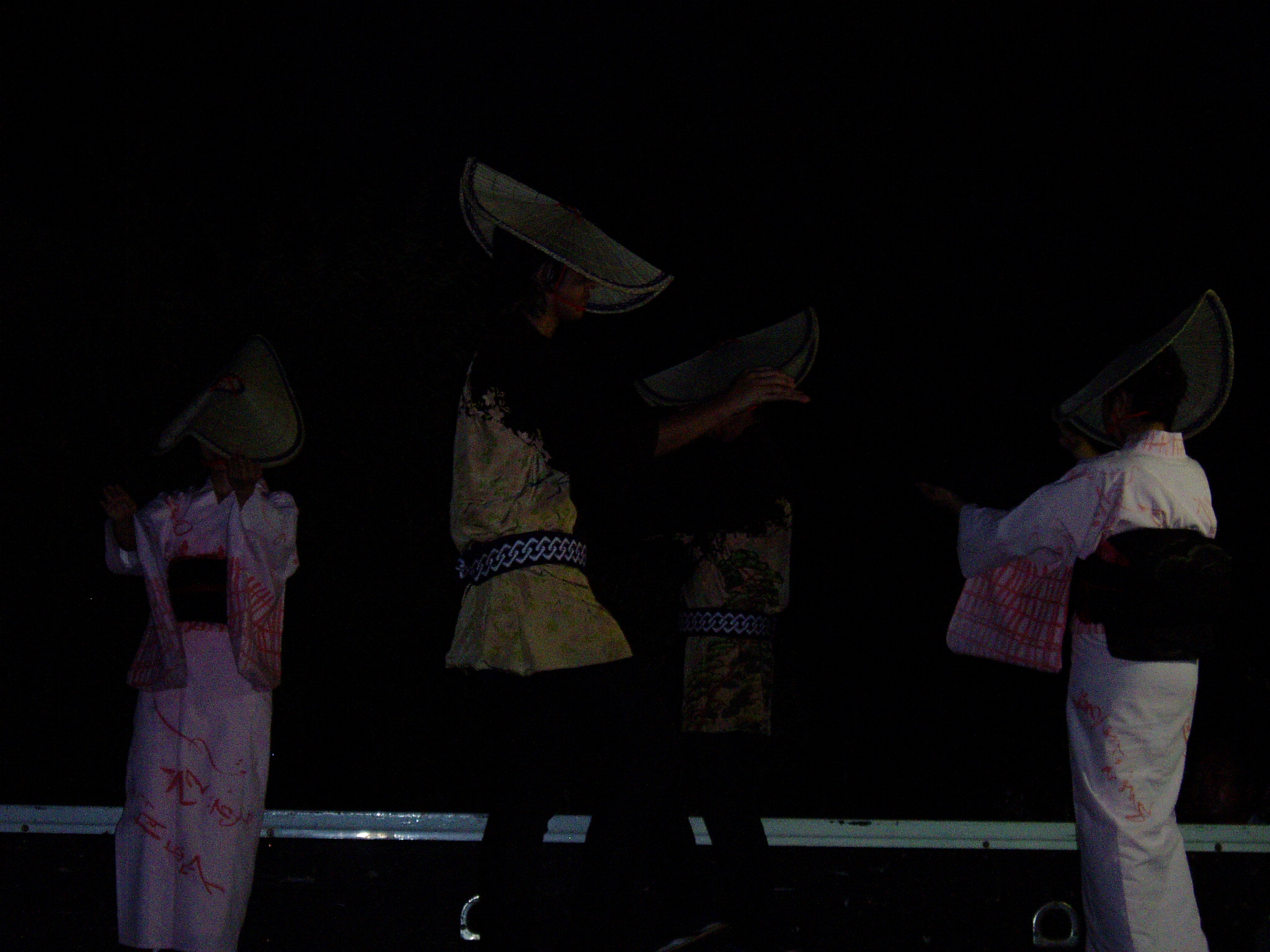
豊年踊り
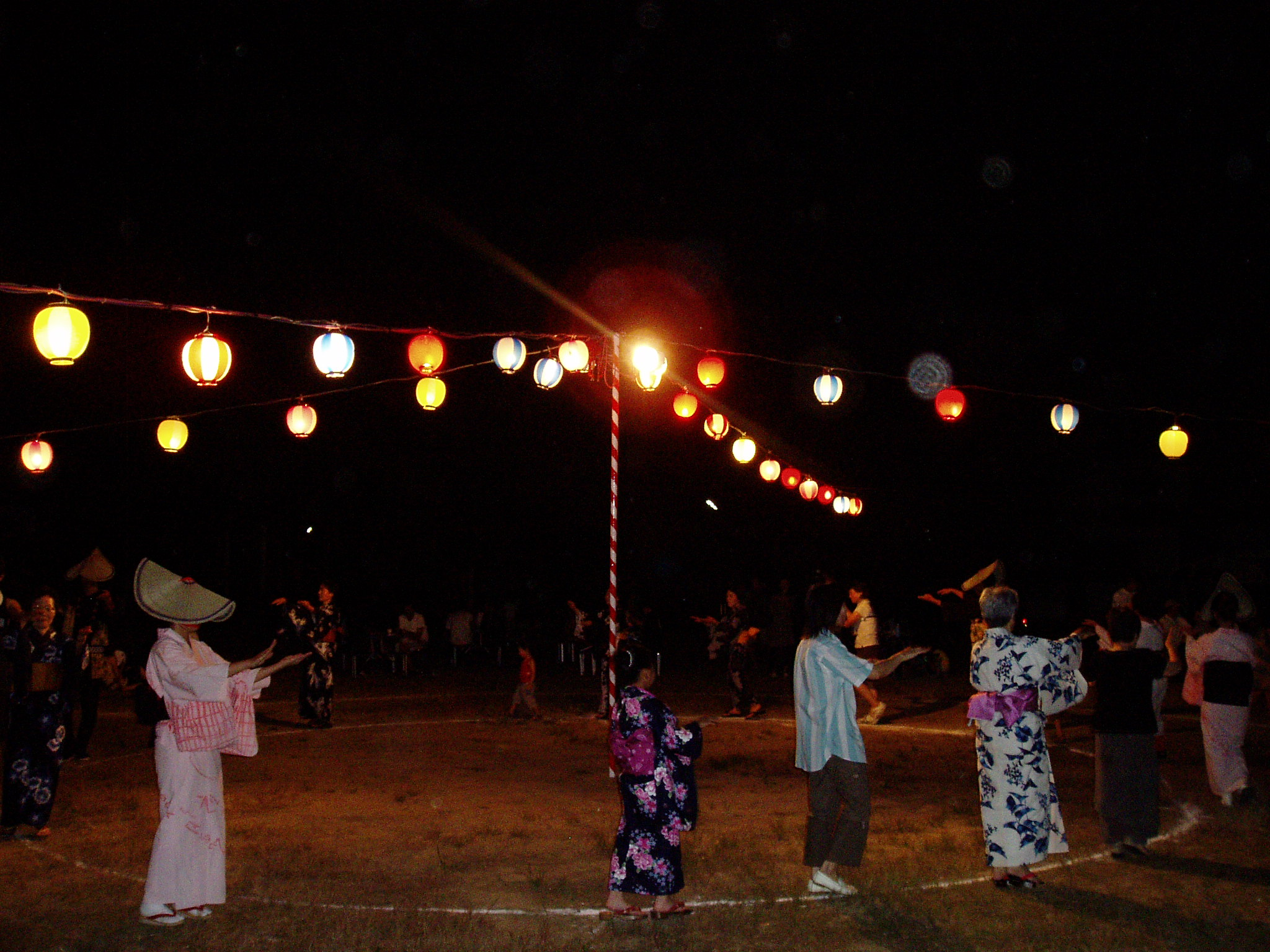
一般の人との輪踊り

### 衣装

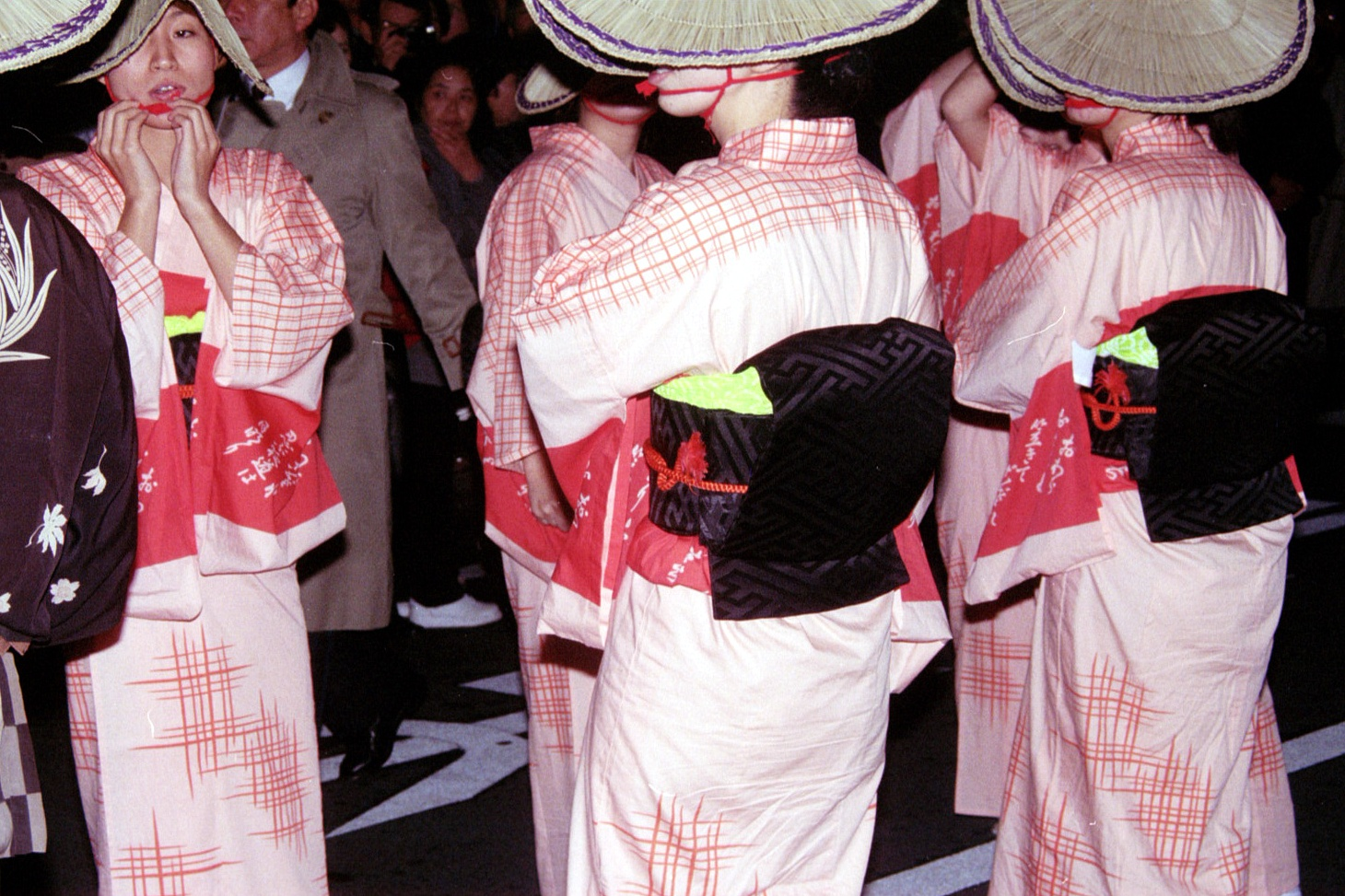
揃いの浴衣姿の女性踊り手

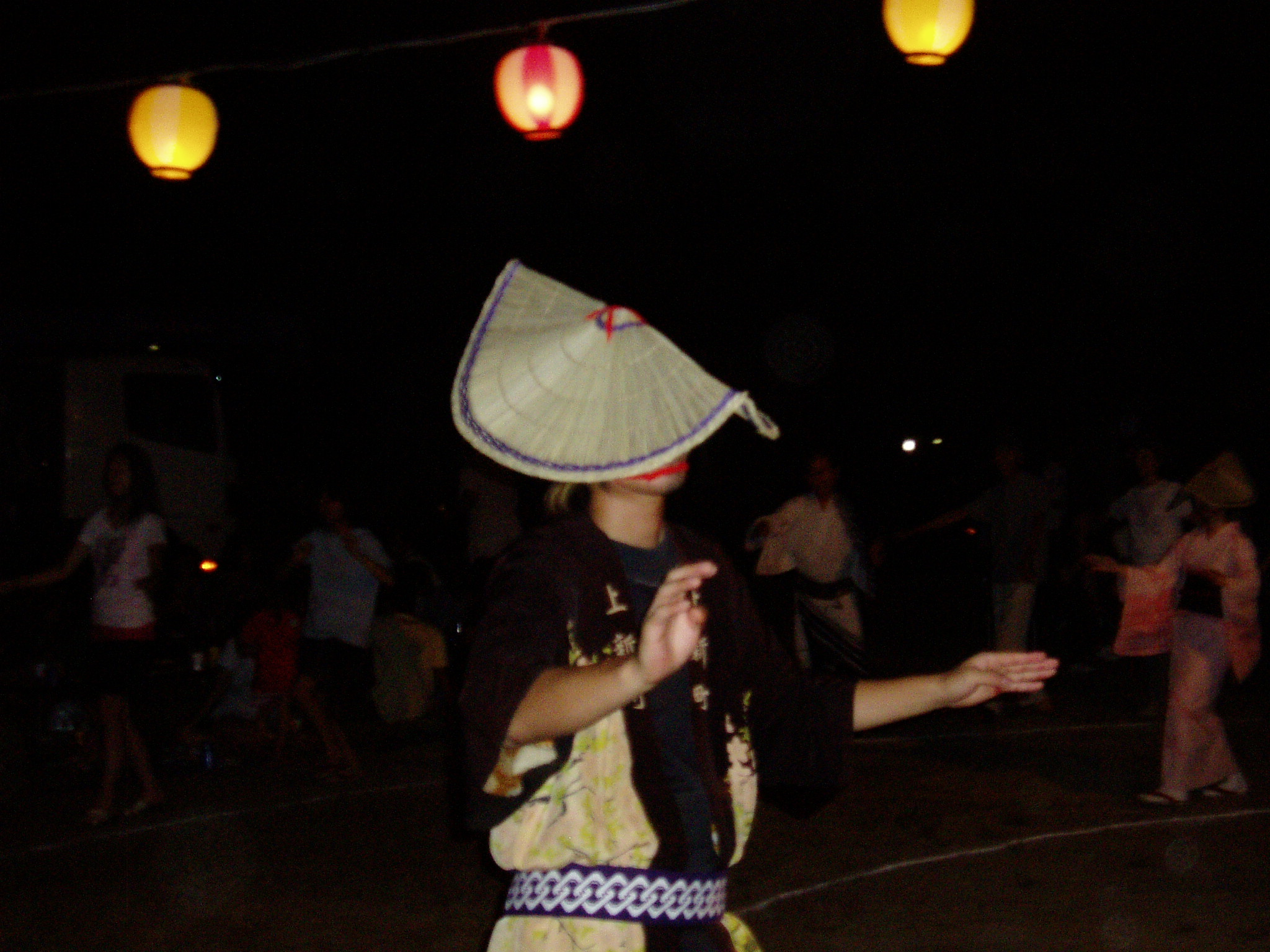
法被姿の男性踊り手

踊り手の衣装のデザインや色は、各町によって異なるが、男性・女性ともに、編笠を深く被るのが特徴である。このように顔を隠すようにして編笠を被るのは、かつて手ぬぐいで顔を隠して踊っていたことの名残りである。
男性の踊り手は黒の法被（半纏）に猿股、黒足袋姿、女性の踊り手と地方は浴衣に白足袋姿である。なお、これらの衣装はたいへん高価な素材で作られている。また、三味線と胡弓の皮は水気に弱いため、雨天の場合、おわら風の盆の諸行事は中止となる。
男性の踊り手が着て踊る法被（半纏）と猿股は農作業着を模している。これは上下とも木綿ではなく絹の羽二重で作られており、各町それぞれ意匠を凝らした模様と背中には各町の紋章が入っている。帯は西新町以外は角帯である。
女性の踊り手が着て踊る浴衣は、胴まわりや袖の部分に、おわら節の歌詞が染め抜かれている。ただし、東町・鏡町の女性の浴衣には歌詞は染められていない。また各町年齢によって色やデザインが違う。
女性の踊り手の衣装でひと際目立つ黒帯は、「お太鼓」に結ばれており、艶やかで大人びた印象を与える。この黒帯の由来については、かつて帯は高価で揃えるのが大変で、どの家庭にも冠婚葬祭用の黒帯があったので、踊り手たちが用意しやすかったと伝えられている。なお、東町の女性の踊り手のみ、黒ではなく金銀の市松模様の帯を用いる。また、諏訪町と東新町以外では、黒帯（および東町の金銀の帯）に赤い帯〆をする。
小学生以下（中学生以下の町もあり）の踊り手は編笠はかぶらず、男の子は年長者と同様の法被（綿製）姿だが、女の子は揃いの浴衣の町とそうではない町があり、各家庭で用意した普通の浴衣を着ている。ただし、東新町の小学生女子のみは、早乙女姿の浴衣に手甲・脚絆、黒帯、黄色の帯〆という衣装で統一している。
なお、おわら風の盆の浴衣姿は、同じく編笠をかぶる阿波踊りの衣装と似ているようにも捉えられがちであるが、阿波踊りのように手甲や見せるための蹴出しをつけることはなく、編笠と足袋を履く以外は基本的に普通の浴衣姿であり、履き物も下駄ではなく草履である。
地方（じかた）は公式行事中（午後11時）までは町内毎に決まった浴衣、白足袋、草履姿だが、それ以降地方の多くは、各自思い思いの着流しに着替え、草履も履き替え町流しに出る。

## おわら保存会と川崎順二
1929年（昭和4年）8月、「越中八尾民謡おわら保存会（現 富山県民謡越中八尾おわら保存会）」が設立された。初代会長には大正時代後期、廃れかけていた風の盆を憂い、東京などより歌人、詩人、音楽家、画家など上記の文人たちを招き唄を詠んでもらったり、若柳吉三郎を招き新踊りの振付けをしてもらい踊りの育成に力を注ぎ、各地のおわらの公演に奔走するなど、私財を投げ打ち、おわらの再興、保存育成に力を注いだ東町の医師で、おわら中興の祖と呼ばれる川崎順二であった。これを記念し小冊子「越中八尾おわらぶし」を配布したが、2009年（平成21年）設立80周年を記念して復刻版が発行された。なお東町にあった川崎の生家並びに病院痕地は現在「八尾おわら資料館」となっているほか、越中八尾観光会館（曳山展示館）前広場には川崎の銅像（立像）が建つ。また保存会は1995年（平成7年）5月26日に、地域伝統芸能活用センターより地域伝統芸能大賞を、2004年（平成16年）には、サントリー文化財団より「サントリー地域文化賞」を受賞している。

## 八尾おわら資料館
2000年（平成12年）4月28日に開館した八尾町東町の、おわら中興の祖と呼ばれる川崎順二の生家及び病院跡地に建つ、おわら節や風の盆に関する資料展示により、おわら発展に係わった人々と歴史などを紹介する施設 。約10分間おわらの映像が映し出される映像展示室、資料展示室、八尾の町屋内部を再現した漆喰壁の休憩室などがある。また、おわら節の歌詞3,070首を整理保管している。
詳細は「八尾おわら資料館」を参照

## おわら節関連行事
- 越中八尾冬浪漫（毎年2月下旬） - 越中八尾観光会館（曳山展示館）ホールにて、越中八尾曳山祭の曳山・獅子囃子、越中おわら節が披露される（有料）。
- おわら演技発表会（毎年7月中旬） - 若手の演技者が温習会（練習会）などで研鑽してきた成果を発表。越中八尾観光会館（曳山展示館）ホールにて行われる（無料）。
- おわら風の盆 前夜祭（毎年8月20日〜30日）
- おわら風の盆（毎年9月1日〜3日）
- おわら風の盆ステージ（毎月第2・第4土曜日） - 越中八尾観光会館（曳山展示館）ホール（有料）

## 関連文献
- 『日本の民謡 西日本編』（長田暁二・千藤幸蔵 編著・現代教養文庫）1998年（平成10年）発行
- 『越中八尾おわら風の盆公式ガイドブック』（越中八尾観光協会 著・シェナ出版）2003年（平成15年）9月1日発行
- 『祭りを旅する3 東海・北陸編』（日之出出版）2003年（平成15年）5月2日発行 ISBN 4-89198-656-5
- 『定本 風の盆 おわら案内記』（成瀬昌示 編・言叢社）2004年（平成16年）7月25日発行 ISBN 4-905913-95-0
- 『おわらの記憶』（おわらを語る会 編・桂書房）2013年（平成25年）8月20日発行 ISBN 978-4-905345-44-2
- 『越中八尾民謡 おわらぶし 復刻版』（富山県民謡越中八尾おわら保存会）2009年（平成21年）4月発行
- 『週刊朝日百科 日本の祭りNo.12 中部-2』（朝日新聞社）2004年（平成16年）8月22日発行
- 『おわら通信（その二）』（越中おわらを語る会・桂書房）2011年（平成23年）1月1日発行
- 『越中八尾 おわら風の盆』（北日本新聞社）2004年（平成16年）7月20日発行 ISBN 4-906678-95-5
- 『八尾おわら資料館リーフレット（パンフレット）』
- 『八尾町おわら資料館リーフレット（パンフレット）』